# Ximena Herrera
Carla Ximena Herrera Bowles (La Paz, 5 de octubre de 1979) es una actriz, modelo y cantante boliviana radicada en México. Ha participado en telenovelas como La madrastra, Corazones al límite y Hasta el fin del mundo. Interpretó a Rosaura en la tercera temporada de la serie mexicana El Pantera, producida y dirigida por Alexis Ayala. Fue protagonista de la película Volverte a ver junto a Alfonso Herrera.

## Biografía
A su llegada a México trabajaría en agencias de modelaje haciendo comerciales para diversas marcas. Realizó estudios en el Centro de Educación Artística de Televisa (CEA) durante año y medio. Posteriormente estudió mercadotecnia en Boston durante cuatro años. Desde 2003 radica en México.
Su primera oportunidad para trabajar en televisión la recibe con el papel de Malka en la telenovela Corazones al límite del productor Roberto Hernández donde debuta al lado de Aarón Díaz, Sara Maldonado y Sherlyn.
En 2005 estuvo como Alma Martínez en La Madrastra, en 2006 como Rosita de Valtierra en Duelo de pasiones, posteriormente en 2008 actuó como Irene en Las tontas no van al cielo. Por su participación en la telenovela Ni contigo ni sin ti recibió su primera nominación en los premios TVyNovelas 2012 en la categoría mejor actriz de reparto.
En su incursión en la pantalla grande se destaca cuatro títulos: 7 años de matrimonio (2013), La otra familia (2011), El buen amigo (2010) y Volverte a ver (2008). Además ha participado en programas como El Pantera (2009), Decisiones (2007) y Nada por la vida (2007).
En noviembre de 2011 la revista Esquire México la presentó en su portada junto a la actriz Dominika Paleta. Fue la imagen mundial de la empresa de cosmética española Maja.
En 2013 participó en la telenovela El señor de los cielos, por la que fue nominada, junto a Rafael Amaya, en la categoría de la pareja perfecta en los premios Tu Mundo, además de recibir otra nominación como la protagonista favorita. Ese mismo año lanzaría su primer disco titulado Aló?, donde cantó en cuatro idiomas.
En 2020 fue parte del concepto Reinas de corazones, presentando su primer concierto en el Lunario del Auditorio Nacional, sin embargo, a raíz de la Pandemia de COVID-19, fue cancelado.
Estuvo casada durante tres años con el actor y cantante mexicano Alex Sirvent.

## Trayectoria

### Telenovelas
| Año       | Telenovela                 | Personaje                                   |
| --------- | -------------------------- | ------------------------------------------- |
| 2025      | Con esa misma mirada       | Renata Ibáñez                               |
| 2023-2024 | Vuelve a mí                | Amelia San Román de Zepeda                  |
| 2022-2023 | Mi camino es amarte        | Karen Zambrano de León                      |
| 2021      | Buscando a Frida           | Marcela Bribiesca de Pons                   |
| 2018      | Sin miedo a la verdad      | Carlota                                     |
| 2016      | Mujeres de negro           | Katia Millán Salvatierra Vda. de Lombardo   |
| 2016      | El hotel de los secretos   | Cristina Olmedo                             |
| 2014-2015 | Hasta el fin del mundo     | Aracely Fernández                           |
| 2013-2014 | El señor de los cielos     | Ximena Letrán de Casillas                   |
| 2012      | Infames                    | Dolores "Lola" Medina / Sara Escalante      |
| 2011      | Ni contigo ni sin ti       | Isabela Rivas Olmedo Reyes                  |
| 2010      | Niña de mi corazón         | María Magdalena Bravo López                 |
| 2008      | Las tontas no van al cielo | Irene                                       |
| 2007      | Bajo las riendas del amor  | María de la Paz "Maripaz" García de Linares |
| 2006      | Duelo de pasiones          | Rosa "Rosita" de Valtierra                  |
| 2005      | La madrastra               | Alma Martínez / Alma Muñoz                  |
| 2004      | Corazones al límite        | Malka                                       |

### Programas
| Año  | Programa                     | Personaje                            |
| ---- | ---------------------------- | ------------------------------------ |
| 2009 | El Pantera                   | Rosaura Barrios "La reina del narco" |
| 2007 | Decisiones                   | Anabel                               |
| 2005 | Mujer, casos de la vida real | Teresa                               |

### Cine
| Año  | Película                 | Personaje |
| ---- | ------------------------ | --------- |
| 2021 | Amalgama                 | Tamara    |
| 2013 | Siete años de matrimonio | Ana       |
| 2011 | La otra familia          | Amante    |
| 2010 | El buen amigo            | Claudia   |
| 2008 | Volverte a ver           | Sofía     |

## Premios y nominaciones

### Premios TVyNovelas
| Año  | Categoría              | Telenovela           | Resultado |
| ---- | ---------------------- | -------------------- | --------- |
| 2012 | Mejor actriz coestelar | Ni contigo ni sin ti | Nominada  |

### Premios Tu Mundo
| Año  | Categoría                              | Telenovela             | Resultado |
| ---- | -------------------------------------- | ---------------------- | --------- |
| 2013 | Protagonista favorita                  | El señor de los cielos | Nominada  |
| 2013 | Pareja perfecta (junto a Rafael Amaya) | El señor de los cielos | Nominada  |